# Burg Diemerstein

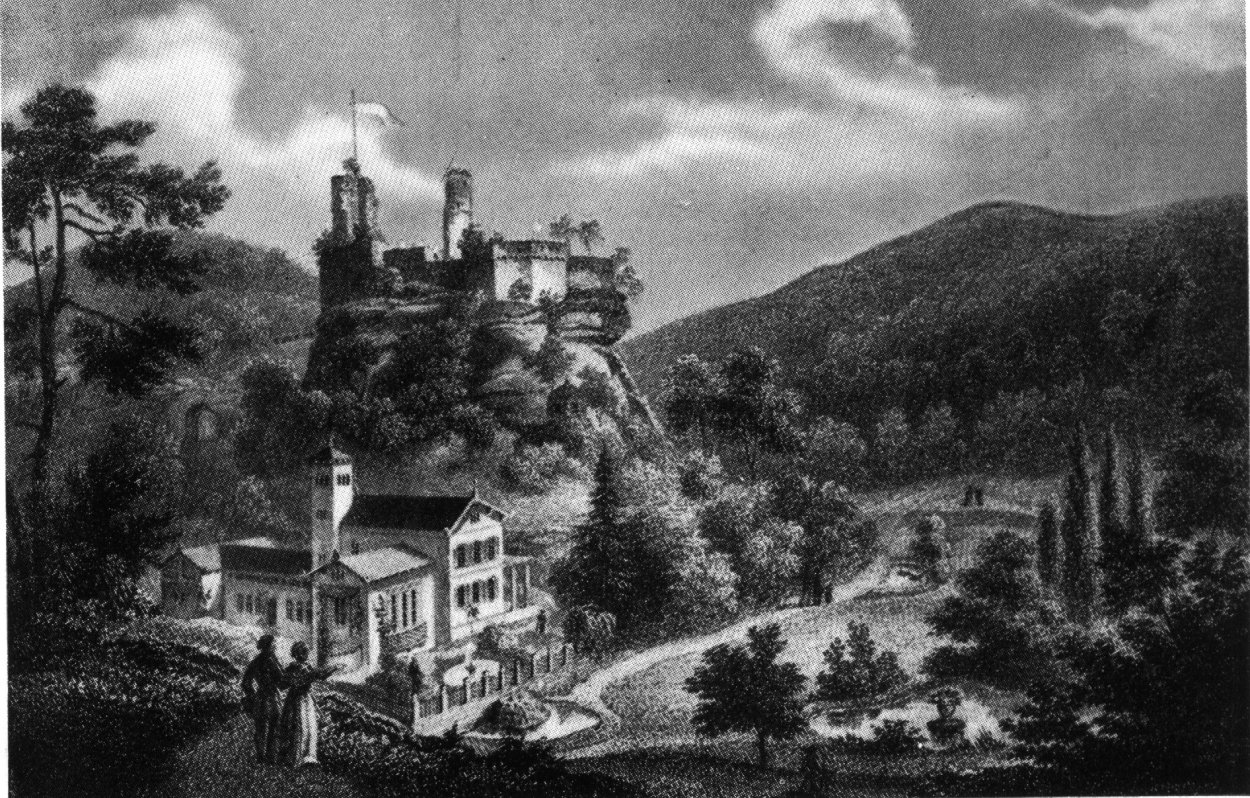
Villa Denis und Burg Diemerstein, Lithographie nach Weiß-Kuby

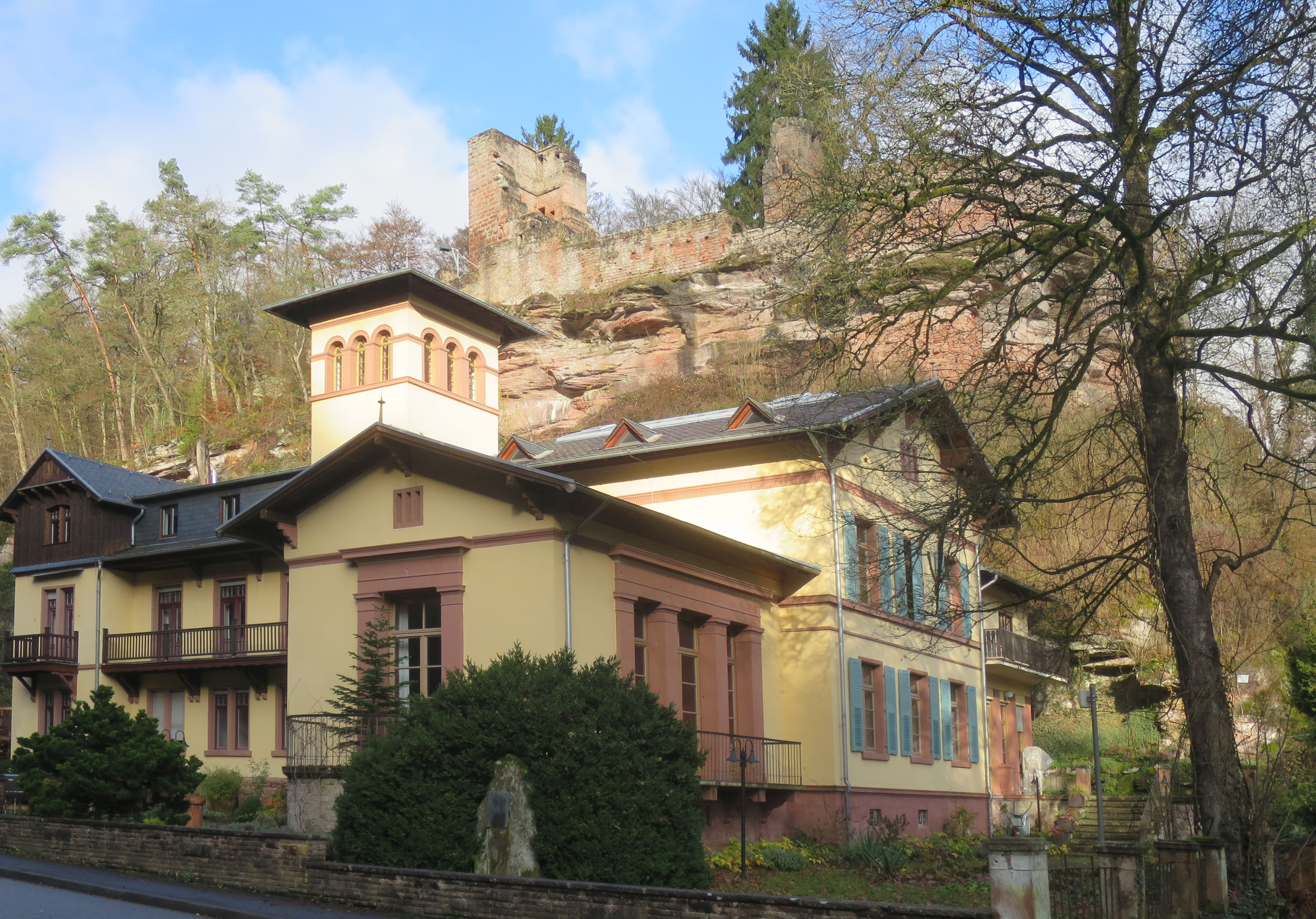
Villa und Burg heute

Die Burg Diemerstein ist die Ruine einer Spornburg auf 280 m ü. NN im Glasbachtal am Ende eines langgezogenen Bergrückens auf einem steil abfallenden Felsplateau im Ortsteil Diemerstein der Gemeinde Frankenstein in der Pfalz in Rheinland-Pfalz.
Der Burgberg wurde im 18. Jahrhundert als Landschaftsgarten angelegt. Dieser ist aber nur noch ansatzweise erkennbar. Oberhalb der Burg befindet sich eine kleine Freilichtbühne, auf der ausschließlich das Stück Deutsches Schicksal – das Geschehen in Burg und Landhaus Diemerstein von Pfarrer Johann Jakob Hamm, letztmals 1986, aufgeführt wurde.

## Geschichte
Das genaue Datum der Errichtung und der Name des Erbauers des Diemersteins ist unbekannt. Im Jahre 1216 wurde mit Rudegar von Dimarstein erstmals ein Adeliger genannt, der sich nach der Burg benannte. 1217 wurden Nebelung und Rudiger von Dymerstein erwähnt, die in  Streitigkeiten mit dem Kloster Otterberg wegen der Zinsen des Hofes Sendelborn verwickelt waren. Nebelung von Dymerstein besaß auch das Patronatsrecht der Kirche in Hochspeyer. Im Jahre 1221 übergaben es „Nebelung von Dimarstein“ und „Berthold von Dyrmstein“ dem Bischof von Worms.
1250 wurden die Raugrafen als Besitzer des Diemersteins genannt, die den Ritter Gundelmann als Burgmann einsetzten. Über die Inbesitznahme gibt es keine bekannten Dokumente. Ein Dorf gehörte zu dieser Zeit wohl nicht zur Burg, sondern nur ein ausgedehnter Waldbezirk. 1362 oder 1380 wurde der Diemerstein an den Trierer Erzbischof Kuno von Falkenstein verpfändet. Der von ihm eingesetzte Burgmann Johann Schilling verwaltete auch die Hälfte der nahe gelegenen Burg Frankenstein. 1397 fiel die Burg an die Raugrafen zurück, welche drei Viertel der Burg an verschiedene pfälzische Adelige veräußerten. Damit wurde die Burg endgültig eine Ganerbenburg. Ein Viertel der Burg erbte Raugraf Ottos Tochtermann Philipp II. von Daun-Oberstein. Er verkaufte seinen Anteil der Burg 1418 an den Kurfürsten von der Pfalz, der zusammen mit elf weiteren Adeligen Besitzer der Burg war und mit diesen einen detaillierten Burgfrieden abschloss.
Nach und nach brachten die Kurfürsten drei Viertel der Burg in ihren Besitz. Seit 1478 waren die Herren von Weingarten Lehensmänner der Kurfürsten von der Pfalz, das restliche Viertel der Burg war ihr Eigentum. 1521 beherbergte Christoph Bonn von Wachenheim den Reformator Ulrich von Hutten auf dem Diemerstein.
Im Dreißigjährigen Krieg wurde die Burg zerstört und nicht wieder aufgebaut. Sie fiel in diesen Jahren an die Kurpfalz zurück. Anfang des 18. Jahrhunderts kam die Burg und der Diemersteiner Wald in den Besitz der Grafen von Wartenberg. Etwa 1845 erhielt Paul Camille von Denis die Burgruine von der Pfälzischen Ludwigsbahn geschenkt. Er gestaltete sie um, baute sie aus und errichtete am Fuß des Burgbergs sein privates Wohnhaus, die Villa Denis.

## Heutige Nutzung
Der Diemerstein ist eine Ruine, die Mitte des 19. Jahrhunderts im Geschmack der damaligen Zeit umgestaltet wurde. So stammt die mit Zinnen geschmückte Mauer aus dieser Zeit. Der Diemerstein befindet sich in Privatbesitz. Die Unterburg ist frei zugänglich, die Oberburg durch ein Tor verschlossen.